# Resolutie 1013 Veiligheidsraad Verenigde Naties
Resolutie 1013 van de Veiligheidsraad van de Verenigde Naties werd unaniem aangenomen op 7 september 1995. De Veiligheidsraad richtte middels deze resolutie een internationale onderzoekscommissie naar illegale wapentrafieken naar het voormalige Rwandese leger, dat zich sinds de machtswissel in Rwanda verspreid in het Grote Merengebied bevond.
Deze commissie, UNICOI genoemd, zou in 1996 met concrete aanbevelingen komen, maar deze werden genegeerd. In 1998 zou de commissie worden gereactiveerd, middels Resolutie 1161 Veiligheidsraad Verenigde Naties.

## Achtergrond
De etnische conflicten in Rwanda en Burundi hadden al honderdduizenden doden gemaakt en voor een enorme vluchtelingenstroom gezorgd, waarvan velen naar buurland Zaïre. Vandaaruit werd de strijd gewoon verder gezet, waardoor de hele regio gedestabiliseerd raakte.

## Inhoud
De autoriteiten van Zaïre hadden voorgesteld om een internationale commissie op te richten om wapenleveringen aan het voormalige Rwandese leger te onderzoeken. Door regionale samenwerking konden destabiliserende factoren, zoals illegale wapentrafiek, in het Grote Merengebied voorkomen worden. Er was ernstige bezorgdheid deze schendingen van het wapenembargo tegen Rwanda.
Secretaris-generaal Boutros Boutros-Ghali werd gevraagd dringend een internationale onderzoekscommissie op te richten met volgend mandaat:
- onderzoek naar wapenleveringen aan voormalige Rwandese troepen in het Grote Merengebied,
- de vermeende opleiding die die troepen krijgen om Rwanda te destabiliseren onderzoeken,
- de partijen die hen bewapenen identificeren,
- maatregelen voorstellen om de illegale wapenstroom te stoppen.

Die commissie moest worden samengesteld door de secretaris-generaal en bestaan uit vijf tot tien onpartijdige respectabele juridische, militaire en politie-experts. Alle landen en organisaties met informatie werden gevraagd deze over te maken. De secretaris-generaal werd gevraagd binnen de drie maanden na de oprichting te rapporteren over de besluiten van de commissie en kort daarop over zijn aanbevelingen.
De betrokken landen werden opgeroepen mee te werken door onder meer:
- Maatregelen te nemen waardoor de commissie haar werk vrij en veilig kan uitvoeren,
- Alle informatie de ze hebben over te maken en vrij toegang te geven tot archieven,
- Steeds vrije toegang te verlenen tot eender welke plaats, waaronder grenspunten, vliegvelden en vluchtelingenkampen,
- De veiligheid van de commissie, getuigen en experts garanderen,
- Bewegingsvrijheid en de vrijheid om eender wie te ondervragen,
- De nodige VN-immuniteiten verlenen.

## Verwante resoluties
- Resolutie 1005 Veiligheidsraad Verenigde Naties
- Resolutie 1011 Veiligheidsraad Verenigde Naties
- Resolutie 1028 Veiligheidsraad Verenigde Naties
- Resolutie 1029 Veiligheidsraad Verenigde Naties

Lijst ·  970 ·  971 ·  972 ·  973 ·  974 ·  975 ·  976 ·  977 ·  978 ·  979 ·  980 ·  981 ·  982 ·  983 ·  984 ·  985 ·  986 ·  987 ·  988 ·  989 ·  990 ·  991 ·  992 ·  993 ·  994 ·  995 ·  996 ·  997 ·  998 ·  999 ·  1000 ·  1001 ·  1002 ·  1003 ·  1004 ·  1005 ·  1006 ·  1007 ·  1008 ·  1009 ·  1010 ·  1011 ·  1012 ·  1013 ·  1014 ·  1015 ·  1016 ·  1017 ·  1018 ·  1019 ·  1020 ·  1021 ·  1022 ·  1023 ·  1024 ·  1025 ·  1026 ·  1027 ·  1028 ·  1029 ·  1030 ·  1031 ·  1032 ·  1033 ·  1034 ·  1035